# Kari Aalvik Grimsbø
Kari Aalvik Grimsbø (Bergen, 1985. január 4. –) norvég válogatott kézilabdázó, kapus. Mezszáma a klubcsapatokban a 85-ös, míg a válogatottban az 1-es volt.

## Pályafutása

### Klubcsapatokban
Norvégiában 2010-ig a Byassen csapatában játszott, amellyel 2003-tól minden szezonban résztvevője volt valamelyik európai kupasorozatban. Ebben az időszakban a legnagyobb sikert 2007-ben érte el, amikor EHF-kupagyőztesek Európa-kupája döntőt játszott a csapata, amelyet azonban elvesztettek, igaz, ő a döntőn sérülés miatt nem léphetett pályára. 2010-től légióskodik, előbb Dániában a Team Esbjerg csapatában, amellyel 2014-ben EHF-kupa döntőt játszott, de a Lada Togliatti ellen vereséget szenvedtek.
2015 januárjában a Győri Audi ETO KC három meghatározó kapusa közül kettő nem volt bevethető: Katrine Lunde gyermeket várt és kihagyta a szezont, a helyére igazolt Jelena Grubišić pedig megsérült. A győri csapat szakvezetése Herr Orsolya mellé Grimsbø-t igazolta le a szezon közben, habár Grimsbø is a rehabilitációját végezte a 2014. decemberi Európa-bajnokságon elszenvedett sérüléséből. 2019 novemberében bejelentette, hogy a szezon végén elhagyja a győri csapatot. Helyére a francia Laura Glausert igazolta le a Győr.

### A válogatottban
A norvég válogatottban 2005. szeptember 28-án Portugália ellen mutatkozott be, a világversenyeken 2006 óta vesz részt. Azóta két olimpiát, két világbajnokságot, és öt Európa-bajnokságot nyert meg csapatával.

### Edzőként
Pályafutása befejezése után a Byåsennél lett kapusedző.

## Sikerei, díjai
- Magyar bajnokság győztese: 2016, 2017, 2018, 2019[6]
- Magyar Kupa győztese: 2015, 2016, 2018, 2019
- Olimpiai győztes: 2008, 2012
- Olimpiai bronzérmes: 2016
- Világbajnokság győztese: 2011, 2015
- Európa-bajnokság győztese: 2006, 2008, 2010, 2014, 2016
- EHF-bajnokok ligája győztes: 2017,2018, 2019
- Olimpia legjobb kapusa: 2012, 2016
- EHF-bajnokok ligája legjobb kapusa: 2016, 2017, 2018